# 1169 Alwine
Az 1169 Alwine (ideiglenes jelöléssel 1930 QH) a Naprendszer kisbolygóövében található aszteroida. Max Wolf és Mario A. Ferrero fedezte fel 1930. augusztus 30-án, Heidelbergben.